# 616 f.Kr.
| 616 f.Kr.          |
| ------------------ |
| Dødsfald - Fødsler |

--

## Begivenheder
- Lucius Tarquinius Priscus vælges til ny konge af Rom.